# Snorri Guðjónsson
Snorri Steinn Guðjónsson (17 de octubre de 1981, Reikiavik, Islandia) es un entrenador de balonmano y exjugador del mismo deporte. Su último equipo fue el Valur. Con la selección de Islandia ganó la medalla de plata en los Juegos Olímpicos de 2008.

## Equipos
- Valur (1987-2003)
- TV Großwallstadt (2003-2005)
- TSV GWD Minden (2005-2007)
- GOG Svendborg (2007-2009)
- Rhein-Neckar Löwen (2009-2010)
- AG Kopenhagen (2010-2012)
- GOG Svendborg (2012-2014)
- Sélestat Alsace HB (2014-2015)
- USAM Nîmes (2015-2017)
- Valur (2017-2018)

## Palmarés

### Valur
- Liga Islandesa (2002)

### AG Kopenhaguen
- Liga danesa de balonmano (2): 2011, 2012
- Copa de Dinamarca de balonmano (2): 2011, 2012

### Selección nacional

#### Campeonato de Europa
- Medalla de bronce en el Campeonato de Europa de 2010

#### Juegos Olímpicos
- Medalla de plata en los Juegos Olímpicos de 2008

### Consideraciones personales
- Máximo goleador del mundial (2007)
- Mejor central de los Juegos Olímpicos (2008)